# 渡良瀨川

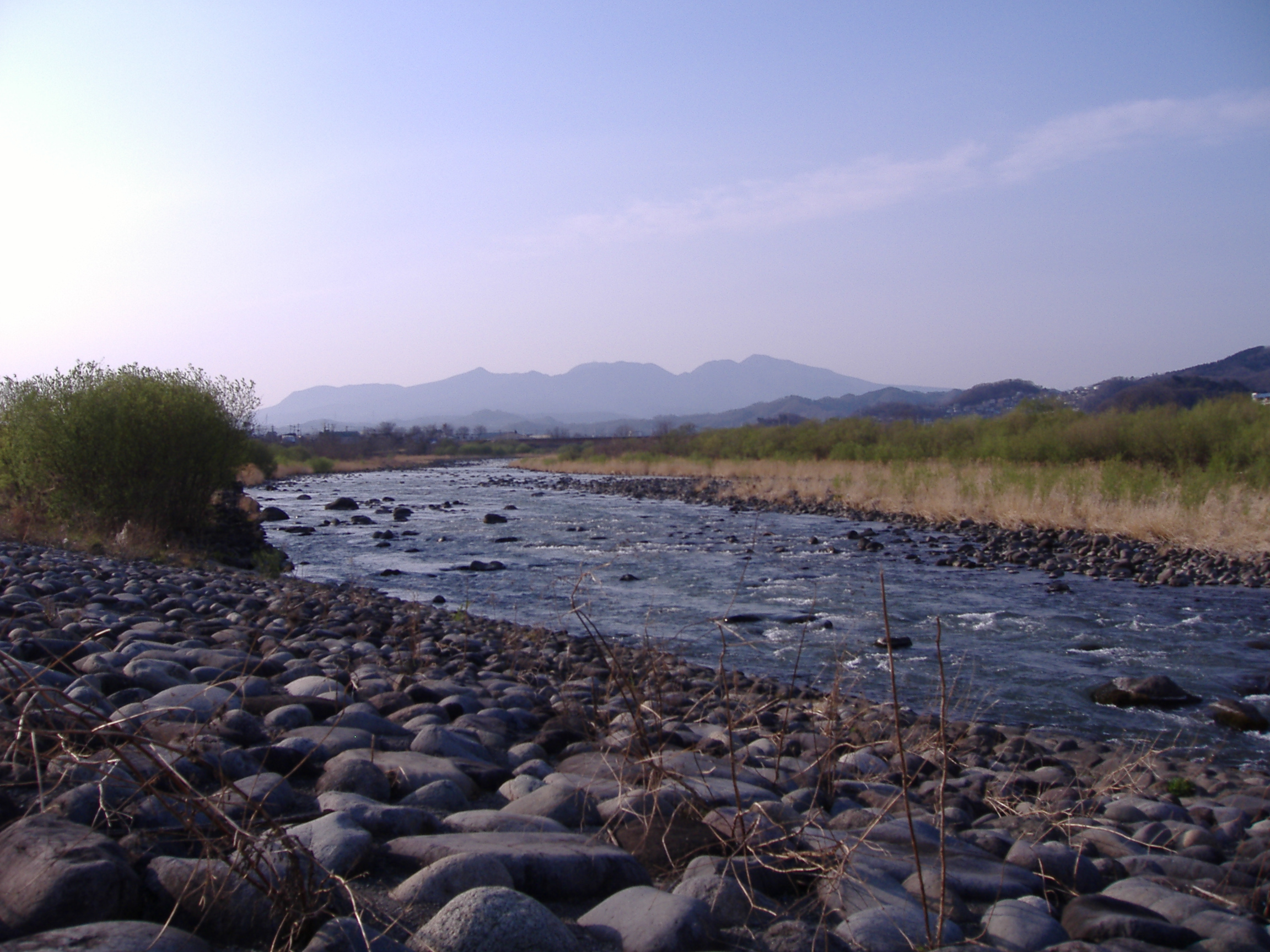
渡良瀨川

渡良瀨川是日本北關東地區的主要河流。它是利根川的一條支流，長106.7公里（66.3英里），流域面積2,621公里。
它發源於櫪木縣日光市與群馬縣沼田市邊界的皇海山，雖然河流目前排入利根川，但其原始路線是通過江戶川進入東京灣。它的路線改變是17世紀和18世紀德川幕府進行的大規模土地開墾和防洪工程的一部分。